# Монреаль-де-Аріса
Монреаль-де-Аріса (ісп. Monreal de Ariza) — муніципалітет в Іспанії, у складі автономної спільноти Арагон, у провінції Сарагоса. Населення — 189 осіб (2010).
Муніципалітет розташований на відстані близько 170 км на північний схід від Мадрида, 110 км на захід від Сарагоси.
На території муніципалітету розташовані такі населені пункти: (дані про населення за 2010 рік)
- Гранха-де-Сан-Педро: 2 особи
- Монреаль-де-Аріса: 187 осіб

## Демографія
Динаміка населення (INE ):